# シクステン・エッケルベリ
シクステン・アクセル・レンナルト・エッケルベリ（スウェーデン語: Sixten Axel Lennart Eckerberg, 1909年9月5日 - 1991年4月9日）は、スウェーデン出身の指揮者、ピアノ奏者、作曲家

## 生涯
エッケルベリは、1909年9月5日にトランオースで生まれた。
1927年から1931年までストックホルム音楽院でエルンスト・エルベリに作曲、レンナルト・ルンドベリとオロフ・ヴィーベリにピアノを学んだ。指揮法はハインリヒ・ハンマーのアシスタントであったオラロ・モラレスに師事している。1932年にジェニー・リンド奨学金を得てバーゼル、パリ、ウィーンに遊学し、それぞれの地でフェリックス・ワインガルトナー、イシドール・フィリップ、エミール・フォン・ザウアーやオズヴァルト・カバスタらの薫陶を受けた。その後、ピアニストとしてフランスやイギリスなどを演奏して回ったが、1936年にイェヴレ交響楽団の首席指揮者に就任し、指揮者として活動するようになった。1937年から1969年までイェーテボリ放送のオーケストラの指揮者を歴任。また、隣国のフィンランドやノルウェーのオーケストラや、フランス方面にもたびたび客演した。
1991年4月9日、イェーテボリにて没した。